# Marius & Jeannette
Marius & Jeannette (franska: Marius et Jeannette) är en fransk dramakomedi från 1997 i regi av Robert Guédiguian.

## Utmärkelser
Filmen vann Louis Delluc-priset 1997.

## Rollista i urval
- Ariane Ascaride - Jeannette
- Gérard Meylan - Marius
- Jean-Pierre Darroussin - Dédé
- Jacques Boudet - Justin
- Pascale Roberts - Caroline
- Laëtitia Pesenti - Magali
- Pierre Banderet - M. Ebrard